# Het Oog des Meesters
Het Oog des Meesters (originele titel: Das Schwarze Auge) is een rollenspel dat werd uitgevonden door de Duitser Ulrich Kiesow en in 1984 werd uitgebracht door Schmidt Spiel & Freizeit GmbH en Droemer Knaur Verlag. Het basisspel vereist enkel het basishandboek, dobbelstenen, pen en papier. Later kwamen er uitbreidingen waar men al dan niet een spelbord voor nodig had. Ook kwamen er nog enkele computerspellen gebaseerd op Das Schwarze Auge.
Het gezelschapsspel is voornamelijk in Duitsland zeer populair. Over de jaren heen zijn er wijzigingen en uitbreidingen bij gekomen waardoor de spelwereld zeer gedetailleerd is geworden. In 1989 stapte Droemer Knaur uit het project. Toen Schmidt Spiel & Freizeit GmbH in 1997 failliet ging, werd de franchise volledig overgenomen door Fantasy Productions. Momenteel is de franchise in bezit van Ulisses Spiele.
In het spel zijn de spelers geen vijanden, maar werken ze net samen om het kwade te verslaan.

## Spelgeschiedenis

### Eerste editie (1984)
De Duitstalige versie kwam in 1984 op de markt en verscheen ook in het Nederlands, Frans (L'Œil noir) en Italiaans (Uno sguardo nel buio). Deze eerste versie heeft een eenvoudig systeem van personages en gevechten. De spelregels zijn gepubliceerd in het basisboek Het Oog des Meesters - Het boek van de macht. In 1985 werden meer complexe regels gepubliceerd in het boek Het Oog des Meesters - het boek van avontuur.
In de eerste editie waren er in totaal vijf personages: avonturier, strijder, dwerg, elf en tovenaar. Met behulp van de dobbelstenen werden aan deze personages vijf positieve eigenschappen toegekend: moed, slimheid, charisma, behendigheid en lichaamskracht.

### Bijkomende regels (1988)
In 1988 en 1989 kreeg het spel nog twee uitbreidingen:
- Schwertmeister Set I
- Das Fest der Schwertmeister

Hier wordt de wereld van Tharun geïntroduceerd.

### Tweede uitgave (1988)
De grootste wijziging in de tweede versie was dat er bij start van het spel naast de vijf positieve eigenschappen ook vijf negatieve worden toegekend: bijgeloof, hoogtevrees, claustrofobie, hebzucht en doodsangst. Daarnaast zijn er meer dan 40 personages en is het aantal toverspreuken veel uitgebreider.

### Derde uitgave:Realms of Arkania(1993)
In 1993 kwam de derde versie van het spel uit. Aanleiding was om het spel aan te passen zodat het voldeed aan spelconcepten van de computerspellen Realms of Arkania: Blade of Destiny, Realms of Arkania: Star Trail en Realms of Arkania: Shadows over Riva.
De grootste wijziging in de derde uitgave is toevoeging van twee additionele positieve eigenschappen (handigheid en intuïtie) en twee negatieve (nieuwsgierigheid, en "opwindend karakter").

### Vierde editie (2001)
In vorige versies waren er strikte regels betreffende het profiel van een personage en de aanmaak daarvan. In de vierde editie is dit flexibeler geworden en kan men kiezen uit honderden personages en culturele achtergronden. 

### Vijfde editie (2015)
In 2014 startte men in Duitsland met de beta-versie van de vijfde editie dewelke de officiële standaardversie werd in augustus 2015.

### Nederlands en andere talen

#### Nederlands
De Nederlandse vertalingen gebeurden sporadisch. Eerst door Selecta (eerste editie en een stuk tweede), daarna door FPO (een stuk van de derde editie). Het project sneuvelde medio jaren 90. 
Omstreeks 2017 begon LT Publications de vertalingen van de vijfde editie op te pakken.

#### Engels
In het Engels gebeurde de vertaling voor een klein stuk met de 4de editie. 
De vijfde editie is heel wat ambitieuzer en wordt uitgevoerd door Ulisses North-America. Binnenhuis dus, als het ware. 

#### Frans
L'Œil Noir is lang geleden aangevat maar ook nooit intensief vertaald geweest. In 2020 zijn het regelboek en het bestiarium (vijfde editie) in het Frans uitgegeven.

#### Italiaans
Uno Sguardo nel Buio is eveneens ooit in een ver verleden verschenen, maar stopgezet. Ook dit wordt hervat met de vijfde editie.

#### Spaans
El Ojo Oscuro is een nieuw splinternieuw project dat 2019 gepubliceerd werd. 

#### Russisch
Ook in het Russisch is er een officiële vertaling aangekondigd.

#### Portugees
Ook in het Portugees is er een officiële vertaling aangekondigd.

## Voornaamste locaties

### Aventurië

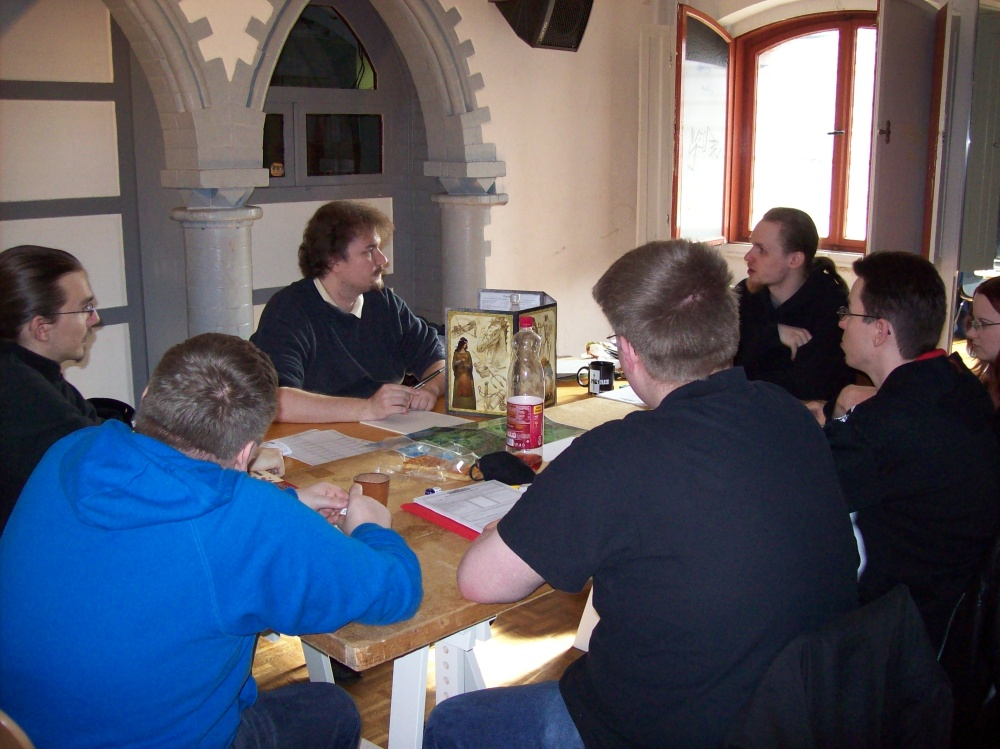
Het Oog Des Meesters gespeeld op Convention Burg-Con in Berlin, 2009

Het Oog des Meesters wordt in de Nederlandstalige versie gespeeld in Aventurië (vijfde editie) of Avonturië (vroeger). In de Engelstalige versie was dit oorspronkelijk "Arkania", wat later werd hernoemd naar Aventuria. In Duitsland gebruikt men Aventurien.
Aventurië is een continent op de derde planeet rond de zon. Op deze planeet bevinden zich ook nog het continent Guldenland en een derde dat zich aan de andere kant van de planeet bevindt. Indien men Aventurië van het uiterste noorden tot zuiden bekijkt, heeft men eerst een ijspoolklimaat, steppe- en toendra, loof- en dennenbossen met doorkruisende gebergten en rivieren, woestijn, savanne en ten slotte regenwouden.

### Tharun
Tharun is een leefwereld onder de grond en wordt omschreven als een holle wereld. Het had een zon dewelke het werk was van de vuurgod. Er kwam echter een opstand tussen de twaalf goden waardoor een nieuwe zon werd geschapen. De oorspronkelijke zon werd verpulverd. Indien men in bezit is van minstens drie brokstukken van de oude zon, krijgt men een magische gave. .

### Guldenland
Guldenland is het continent ten westen van Aventurië. Het werd voor het eerst beschreven in 1990, maar het duurde tot 2000 eer er een rollenspel van werd gemaakt. In de vierde versie van het rollenspel is Guldenland standaard aanwezig.
In Guldenland zijn er grote metropolen, vliegende schepen, mensenrassen die in Aventurië niet bestaan zoals de katmensen, intellectuele insecten, een vampierenvolk, ... Het continent is enorm groot en veel delen zijn nog niet gekend. 

## Dierlijke levensvormen
Er zijn verschillende levensvormen waaronder:
- 3 mensenrassen
- 4 elfenrassen
- 4 dwergenrassen
- Aardmannetjes
- Ogers
- Trollen
- Een kruising tussen elven en ogers
- Hagedismensen

## Computerspellen
Er werden heel wat computerspellen uitgebracht gebaseerd op deze franchise
- Realms of Arkania: Blade of Destiny (Das Schwarze Auge: Die Schicksalsklinge)
- Realms of Arkania: Star Trail (Das Schwarze Auge: Sternenschweif)
- Realms of Arkania: Shadows over Riva (Das Schwarze Auge: Schatten über Riva)
- The Dark Eye: Drakensang (Das Schwarze Auge: Drakensang)
- The Dark Eye: Drakensang: The River of Time (Das Schwarze Auge: Drakensang: Am Fluss der Zeit)
- Drakensang: Am Fluss der Zeit#Phileassons Geheimnis (Add-on)The Dark Eye: Drakensang: Phileasson's Secret (Das Schwarze Auge: Drakensang: Phileassons Geheimnis)
- The Dark Eye: Chains of Satinav
- Realms of Arkania: Blade of Destiny (2013 remake)[4]
- The Dark Eye: Memoria
- The Dark Eye: Demonicon (Das Schwarze Auge: Demonicon)
- The Dark Eye: Blackguards[5]
- Drakensang Online [6]

## Mobile adventure series
- The Dark Eye: Nedime: The Caliph's Daughter (Das Schwarze Auge: Nedime: Die Tochter des Kalifen)
- The Dark Eye: Secret of The Cyclopes (Das Schwarze Auge: Das Geheimnis der Zyklopen)
- The Dark Eye: Swamp of Doom (Das Schwarze Auge: Sumpf des Verderbens)
- The Dark Eye: Among Pirates (Das Schwarze Auge: Unter Piraten)
- The Dark Eye: Crypt Raiders (Das Schwarze Auge: Die Grabräuber)
- The Dark Eye: Dragon Raid (Das Schwarze Auge: Drachenfeuer)
- The Dark Eye: Arena (Das Schwarze Auge: Arena)

### Bordspel
Een bordspel met twee uitbreidingspakketten:
- Das Schwarze Auge: Die Burg des Schreckens
  - Das Schwarze Auge: Dorf des Grauens
  - Das Schwarze Auge: Tal des Drachens